# Museo de Ciencias Ambientales
El Museo de Ciencias Ambientales es un museo ubicado en la ciudad de Zapopan, México, que se dedica a la divulgación y educación en temas relacionados con el medio ambiente y la sustentabilidad. Es parte de la Universidad de Guadalajara (UDG) y busca promover la conciencia ambiental y la conservación de los recursos naturales a través de exhibiciones interactivas, programas educativos y actividades para el público en general.
El museo alberga una variedad de exhibiciones y áreas temáticas que abordan diferentes aspectos del medio ambiente, como la biodiversidad, la ecología, el cambio climático, la conservación de especies, la gestión de residuos, entre otros. Estas exhibiciones utilizan tecnología interactiva, audiovisuales y elementos didácticos para brindar información y fomentar la participación activa de los visitantes.
Además de las exhibiciones permanentes, el Museo de Ciencias Ambientales UDG también organiza exposiciones temporales, conferencias, talleres y eventos especiales relacionados con la ciencia y el medio ambiente. Asimismo, cuenta con espacios al aire libre, como jardines y áreas verdes, que se utilizan para la realización de actividades al aire libre y para promover la conservación de la naturaleza.
En resumen, el Museo de Ciencias Ambientales UDG es un espacio dedicado a la educación, la divulgación y la sensibilización ambiental, que busca generar conciencia sobre la importancia de proteger y conservar nuestro entorno natural.

## Salas
Es lo Siguiente.
- Jardines Exteriores:Los jardines abarcarán casi dos hectáreas con 20 jardines temáticos que mostrarán la diversidad de los paisajes naturales y bioculturales del Occidente de México.
- Sala Ciudad:Para sorpresa de los que esperan un museo tradicional de historia natural, la primera experiencia será una gran sala con sonidos, colores, formas y texturas de una bulliciosa ciudad. Con mucha tecnología y poca naturaleza, a cada paso nos encontraremos con experiencias de inmersión, elementos interactivos, objetos multimedia, juegos en grupo y pistas de un rompecabezas que hablan de la dependencia que tiene la ciudad de los paisajes rurales y de la naturaleza
- Sala Campo:La sala campo rodea a la ciudad y será la única que toca todos los paisajes del Museo. Al entrar a ella podremos notar un cambio de colores, sonidos, formas y ritmo que dan cierta cualidad pacífica y una perspectiva de cambio de temporada que define la vida rural.
- Sala Altiplano:En la sala Altiplano se explorará la zona árida que abarca desde Guanajuato hasta Aguascalientes. Su énfasis principal estará en nosotros, “las personas”, en nuestra historia y cultura.
- Sala Montaña:Las montañas son los últimos refugios de biodiversidad y de culturas originarias; también proveen agua, madera y minerales que permiten la vida en la ciudad. Son corredores, y también barreras, para el movimiento de animales y personas, así como la dispersión de plantas.
- Sala Ríos y Lagos:Los ríos, al igual que las montañas, también son barreras y corredores de vida en el paisaje.
- Sala Costa:La Costa es un paisaje de conexiones globales, que atestigua las grandes confluencias entre el océano, la tierra y la atmósfera.
- Sala Esperanza:¡La crearemos juntos!